# Narses Camsaracà
Narses Camsaracà fou governador romà d'Orient (curopalata) d'Armènia del 690 al 691.
El 690 l'exèrcit de Justinià II va creuar el país i va arribar a Kartli i Aghuània. Quan va sortir va deixar com a governador Narses Camsaracà, casa tradicionalment favorable als romans d'Orient, en substitució d'Asoci I Bagratuní, que tot i que revoltat, havia estat designat pels àrabs.
El 691 fou nomenat governador Simbaci II Bagratuní, amb un altre Simbaci, aquest romà, com a patrici al seu costat.